# Slag bij Pharsalus
De Slag bij Pharsalus was een op 9 augustus 48 v.Chr. plaatsgrijpende veldslag waarbij twee Romeinse legers in een burgeroorlog tegenover elkaar stonden in Pharsalus, in Thessalië, Noord-Griekenland. Het leger van de populares, onder leiding van Gaius Julius Caesar versloeg daarbij het optimates-leger van Gnaius Pompeius Magnus maior.
Pompeius' leger was in aantallen beduidend sterker dan dat van Caesar: 45.000 infanteristen en 7000 ruiters tegenover de respectievelijk 22.000 en 1000 van Caesar. Pompeius' leger bestond voor een groot deel uit geallieerden uit het Oosten.

## Strategie en verloop van de veldslag
Na verscheidene dagen van gevechten stonden de legers tegenover elkaar op een open vlakte, waar de legers vrij konden manoeuvreren. Op 9 augustus 48 v.Chr. vond de doorslaggevende slag plaats. Pompeius' leger steunde met de rechterflank onder leiding van Cornelius Lentulus de rivier. In het midden stond Scipio met Syrische en Afrikaanse troepen. De sterke ruiterij had Pompeius links geplaatst, samen met boogschutters en slingeraars onder bevel van Caesars vroegere legaat, Titus Labienus.
Caesar plaatste Marcus Antonius links, Calvinus in het midden en Publius Cornelius Sulla rechts. Daarbij stelde hij zijn infanterie in een dunne slagorde op, om een even lange linie als de sterkere vijand te kunnen vormen. Zijn infanterie moest alleen standhouden, niet de vijandelijke linies doorbreken. Zijn cavalerie stelde hij rechts op tegenover die van Pompeius. Hij was zich bewust van die zwakke plek, maar hij meende ook dat dit een lokaas voor de 7000 ruiters van Pompeius moest zijn. Achter zijn cavalerie plaatste hij 5 goed getrainde cohorten, op het vlakke terrein onzichtbaar voor de vijand.
Niettegenstaande het feit dat Caesar zwakker was deed hij de eerste zet. Maar zijn veteranen stopten voor de vijandelijke linies en lieten zich niet tot een gevecht verleiden. Daarop stuurde Pompeius zijn cavalerie naar voren, om Caesar in de flank aan te grijpen, direct gevolgd door de boogschutters en slingeraars. Toen Caesars ruiterij zich onder dit geweld begon terug te trekken en Pompeius' cavalerie zich wendde om Caesars linie in de flank te treffen, stuurde Caesar zijn vijf elite cohorten naar voren. Daarbij gebruikten zij hun werpsperen pila, die een groot effect hadden. De ruiterij sloeg op de vlucht en vertrappelde daarbij het achteropkomende voetvolk.
Daarop keerde Caesar zich tegen de blootliggende linkerflank van Pompeius. Hoewel deze nog steeds in de meerderheid was, reageerde Pompeius niet. Toen gaf Caesar een tweede bevel, psychologisch geniaal, dat hij aan de vijand meedeelde: elke Romein in het leger van Pompeius zou worden gespaard als hij geen tegenstand bood. Caesars troepen richtten zich uitsluitend tegen de hulptroepen van Pompeius. Ook dit lukte: de meeste legionairs boden geen weerstand.
Toen Caesar in het kamp van zijn tegenstander kwam, was daar alles in gereedheid gebracht voor een overwinningsfeest, maar het was dus Caesar die aan tafel ging. Daarbij kon hij ook beslag leggen op de volledige archieven van Pompeius, die hij echter, tot grote spijt van de geschiedschrijvers, liet verbranden.
Caesar beweerde dat 15.000 vijandelijke soldaten werden gedood, waaronder 6000 Romeinen en hij zelf slechts 1200 man verloren had.

## Politieke gevolgen
De daaropvolgende dag gaven de resten van Pompeius' troepen zich over en was de oorlog eigenlijk voorbij. Een deel van de senatoren vluchtte naar Mauretania in Noord-Afrika. Pompeius dacht onderkomen te vinden in Egypte. Maar nog voor hij daar aan land kon gaan, werd hij in opdracht van Ptolemaeus XIII van Egypte vermoord. Zijn hoofd presenteerde de jonge koning later aan Caesar, die volgens de legende bij het zicht van zijn dode rivaal in tranen uitbarstte over het verlies van iemand die ook een oude vriend en schoonzoon was.
Door Caesars overwinning kreeg de geschiedenis van het Romeinse Rijk een beduidende wending. Politiek was de slag van belang omdat het een tweede overwinning betekende van de politieke stroming van de populares op de optimates, de laatsten wilden dat er meer macht naar de senaat ging en minder naar volksvergaderingen en volkstribunen.
Oorlogen van de Romeinse Republiek
· Romeins-Etruskische Oorlogen
· Romeins-Aequische Oorlogen
· Latijnse Oorlog
· Romeins-Hernicische Oorlogen
· Romeins-Volscische Oorlogen
· Samnitische oorlogen (Eerste, Tweede, Derde)
· Pyrrhische Oorlog
· Punische oorlogen (Eerste, Tweede, Derde)
· Illyrische Oorlogen (Eerste, Tweede, Derde)
· Macedonische Oorlogen (Eerste, Tweede, Derde, Vierde)
· Romeins-Seleucidische Oorlog
· Aetolische Oorlog
· Galatische Oorlog
· Romeinse Verovering van Hispania (Eerste Celtiberische Oorlog, Lusitanische Oorlog, Numantische Oorlog, Sertorische Oorlog, Cantabrische Oorlogen)
· Achaeïsche Oorlog
· Oorlog tegen Jugurtha
· Cimbrische Oorlog
· Servilische Oorlogen (Eerste, Tweede, Derde)
· Bondgenotenoorlog
· Sulla's Burgeroorlogen (Eerste, Tweede)
· Mithridatische oorlogen (Eerste, Tweede, Derde)
· Gallische Oorlog
· Romeinse expedities naar Britannia
· Burgeroorlog tussen Pompeius en Caesar
· Einde van de Republiek (Slag bij Mutina, Burgeroorlog tegen Brutus en Cassius, Siciliaanse Opstand, Perusiaanse Oorlog, Burgeroorlog tussen Antonius en Octavianus)
Oorlogen van het Romeinse Keizerrijk
· Germaanse Oorlogen (Teutoburgerwoud, Marcomannenoorlog, Alemannische Oorlogen, Gotische Oorlog, Visigotische Oorlogen)
· Romeinse verovering van Britannia
· Boudicca
· Armenische Oorlog
· Vierkeizerjaar
· Joodse Oorlog
· Romeins-Parthische Oorlog
· Romeins-Perzische oorlogen
· Burgeroorlogen van de derde eeuw
. Gotische oorlog (376-382)
. Gotische opstand van Alarik I
. Gildonische opstand
. Gotische oorlog (402-403)
. Pictische oorlog van Stilicho
. Oorlog van Heraclianus
. Oorlog van Radegaisus
. Rijnoversteek
. Romeinse Burgeroorlog 427-429
· Val van het West-Romeinse Rijk